# Emiliano Rinaldini
Emiliano Rinaldini, detto Emi (Brescia, 19 gennaio 1922 – Pertica Alta, 10 febbraio 1945), è stato un antifascista e partigiano italiano, eroe della resistenza italiana.

## Biografia
Figlio di un piccolo commerciante conobbe insieme con i fratelli, una educazione di tipo profondamente cristiano. La sua religiosità e la salda fede lo accompagneranno per il resto della vita, esercitando una notevole influenza sulle scelte e sui comportamenti. Ricevette una educazione invidiabile frequentando l'Istituto Magistrale Gambara dove nel 1940 conseguì il diploma di maestro e si distinse subito  per la passione nell'insegnamento. Ebbe modo di insegnare nella città di Salò, che di lì a poco sarebbe divenuta il cuore della Repubblica Sociale Italiana. Collaborò inoltre con alcune riviste bresciane di tipo pedagogico: "Scuola Italiana Moderna", di cui fece parte della redazione, e "Pedagogia e vita".
Nei primi mesi del 1943 fu tra i promotori di un Gruppo d'Azione Politica che fu rapidamente trasformato, per motivo di prudenza politica, in un Gruppo d'Azione Sociale avente finalità caritative e assistenziali.
Militando all'interno del gruppo sociale Emiliano accrebbe la sua profonda avversione al regime fascista. Queste posizioni politiche risentivano delle posizioni antifasciste del padre, che sempre ne attirò l'attenzione sui metodi violenti del regime fascista provocandone un naturale ribrezzo. Le stesse posizioni furono condivise anche dai due fratelli di Emi, Federico (che morì a 22 anni nel lager di Mauthausen) e Luigi, e dalla sorella Giacoma.
Emi affidò questo pensiero ad un suo diario:
(Emiliano Rinaldini, Diario)

## Dopo l'8 settembre
Rinaldini prese ben presto contatto con i cattolici e sacerdoti antifascisti bresciani e si diede alla diffusione di stampa clandestina.
In breve assolse anche a compiti di collegamento con i primi partigiani delle valli bresciane, in particolar modo della Valle Sabbia e della Valle Trompia, adoperandosi per procurare loro generi alimentari e di prima necessità nonché l'occorrente per resistere alla macchia.
Il 1º dicembre nasce la Repubblica Sociale Italiana (RSI) che si stabilisce a Gargnano sul lago di Garda, presso Salò.
All'inizio del 1944 è costretto a trasferirsi a Milano per evitare l'arresto, trovando rifugio presso l'Istituto Palazzolo. La lontananza dalla città natale non impedisce al giovane Emi di continuare ad appoggiare il movimento di liberazione bresciano.
Nel febbraio del 1944 appaiono i bandi della RSI che richiamano alla leva i giovani dell'anno 1922. Per coloro che tentano di sottrarsi all'obbligo di leva i bandi minacciano la pena di morte. Per tale motivo il maestro Emiliano si presenta all'arruolamento in compagnia dell'amico Aldo Lucchese alla Caserma "A. Papa" di Brescia..
Il maestro Emi pensava di poter continuare con la propaganda antifascista tra le truppe della repubblica di Salò, ma di fronte al rischio concreto di poter essere inviato in Germania per essere adeguatamente addestrato militarmente, fu posto di fronte a una drammatica scelta e prese la decisione di fuggire e scelse la via della montagna rifiutandosi di osservare inerme la rinascita del neofascismo repubblicano appoggiato dalla potenza bellica tedesca e di accettarne passivamente il dispotismo.
(Emiliano Rinaldini, Diario)
Il 20 aprile 1944, avvertito da un amico, Carlo Albini, dell'imminente partenza del suo reparto per la Germania, Emiliano fugge. Non informa nessuno dell'intenzione di abbandonare la caserma, ma lascia una lettera ai genitori e ai parenti. Nella lettera Emi scrive:
Ho preso una decisione tanto difficile e importante senza interpellare alcuno di voi … Sono partito dalla caserma, sono fuggito. Piuttosto d’andare in Germania, ho preferito accogliere la sorte difficile del fuggiasco … Il vostro Emiliano preferisce morire qui nella sua Italia, libero e fiero d’essere fedele alla Patria, che in terra lontana, sotto l’oppressione dello straniero. La nuova vita che affronto sarà piena di prove e di sacrifici; cercherò d’affrontarli bene nel pensiero di chi soffre tanto e più di me. Che il Signore ci benedica e ci aiuti tutti! ...»
(Emiliano Rinaldini, Lettera ai familiari, 20.04.1944)
Da quel momento Rinaldini entra a far parte dei primi nuclei di uomini renitenti alla leva che, male armati e male equipaggiati, danno origine alla "Brigata Perlasca".
In un primo momento il maestro Emi si rifugia in una baita localizzata nei monti sopra Bovegno, in Val Trompia. Successivamente si trasferisce nella zona della Corna Blacca, sopra le piccole frazioni che costituiscono il comune di Pertica Bassa.
Insieme a pochi altri compagni forma un nucleo di ribelli che prende base verso il Passo di Prael (m 1710), a ridosso delle cascina Sacù, proprio sotto la Corna Blacca. La caratteristica di questi primi nuclei di ribelli è quella di essere sostanzialmente disarmati, mal vestiti e mal equipaggiati.
(Emilio Arduino, Brigata Perlasca 1946.)
Alla lotta ai nazifascisti, condotta con la sua formazione, Rinaldini abbinò un costante impegno personale verso le popolazioni locali, organizzando le piccole comunità e diffondendo i princìpi dello scautismo.
La legge del 18 febbraio 1944, che prevedeva la pena di morte per i renitenti, così come le ordinanze di chiamata alle armi paradossalmente causarono l'effetto di accrescere le file dei ribelli sulle montagne, moltiplicando così i numeri degli uomini della Resistenza.
(Emilio Arduino, Brigata Perlasca 1946)
I primi gruppi di ribelli inoltre erano assai poco compatti e spesso (data la presenza nazifascista limitata inizialmente quasi esclusivamente ai grandi centri abitati) nei paesi di montagna molti ribelli si trovavano ad avere amici, casa e famiglia a 2-3 ore dalla sede della formazione, per cui era un continuo andirivieni tra casa e cascina partigiana.
Pertanto non era semplice per uomini come Emiliano Rinaldini cercare di organizzare e dare una struttura a questi nuclei partigiani.
In ogni caso alla fine del giugno 1944 erano presenti nella ristretta zona della Corna Blacca ben sei nuclei partigiani che andavano ingrossandosi e si rendeva indispensabile organizzare una brigata aderente alle Fiamme Verdi e che collaborasse con la brigata "Tito Speri" della Val Camonica. Nasceva la brigata "Perlasca" che avrebbe fatto parte della divisione "Tito Speri".

Ai vari nuclei della Perlasca venne assegnata una zona d'influenza che avrebbero dovuto provvedere a controllare e dalla quale avrebbero dovuto ricavare i mezzi di sostentamento.
A Emiliano Rinaldini spettò l'incarico di vice-comandante del Gruppo S 4 che si trovava ad operare per lo più nella zona di Pertica Alta e di Livemmo. Il gruppo eseguì alcune azioni militari (alle miniere di Collio, alla caserma della GNR di Vestone, alla centrale idroelettrica di Vobarno).
Don Lorenzo Salice, che al tempo della lotta partigiana era parroco di Odeno, una frazione di Pertica Alta, di Emi disse che gli aveva fatto una impressione particolare e decisamente positiva. Lo ricordava calmo e silenzioso, "col cappello da alpino, il mantello da soldato, con le stellette ed il mitra pendente dalla spalla destra, i baffetti e anche un po' di barba." Nel corso di un loro incontro Emi gli chiese il libro della "Imitazione di Cristo". Lo ottenne e lo portò con sé fino alla morte.

## La cattura e la morte
Il giorno 6 febbraio nelle prime ore del mattino una pattuglia del 40º battaglione mobile della Guardia Nazionale Repubblicana (GNR) sale a Odeno e lo circonda. I fascisti non sospettano la presenza di partigiani nel paese. Sono venuti per verificare la posizione del parroco, Don Lorenzo Salice, che ritengono nasconda e dia rifugio a quattro prigionieri slavi fuggiti dal campo di Vestone.
Quella notte i ribelli si sono fermati a dormire nelle case e nelle stalle per avere un po' di caldo e di tregua dal gelo invernale dei monti ventosi valsabbini.

Si fa l'alba prima che i partigiani si rendano conto che il paese è accerchiato. Viene tentata la fuga. Emiliano decide di trascinarsi addosso il grosso dei fascisti per permettere ai compagni di fuggire verso valle. Il suo tentativo di fuggire verso l'alto, in direzione della chiesetta di Odeno viene impedito dalla neve. Viene fatto prigioniero e condotto con Don Salice ed alcuni suoi parrocchiani in una casa del paese dove Emi viene picchiato e sottoposto ad un primo interrogatorio. Dopo circa un'ora la colonna si mette in marcia e si dirige verso Livemmo. Qui viene effettuata una breve sosta nei pressi della fontana del paese. Don Salice riesce a sbirciare Emi e ne vede in volto i lividi delle percosse subite.
La colonna riprende la marcia e prosegue in direzione del laghetto di Bongi, imboccando poi una mulattiera che conduce a Mura di Savallo.
I prigionieri giungono a Mura verso le ore undici. Si fermano alcune ore quindi ripartono diretti a Casto, sede di un presidio del 40º battaglione GNR. Inizia un nuovo interrogatorio. Don Salice racconta:
Interviene a questo punto un giovane sottotenente che dice di conoscere molto bene Emiliano Rinaldini perché è un suo compagno di scuola e sa che Emi è studente all'Università Cattolica. Allora il Bianchi, con tono ironico, sprezzante ed arrogante dice queste testuali parole: "È stato padre Gemelli a insegnarti a fare il ribelle?". Emi non risponde»

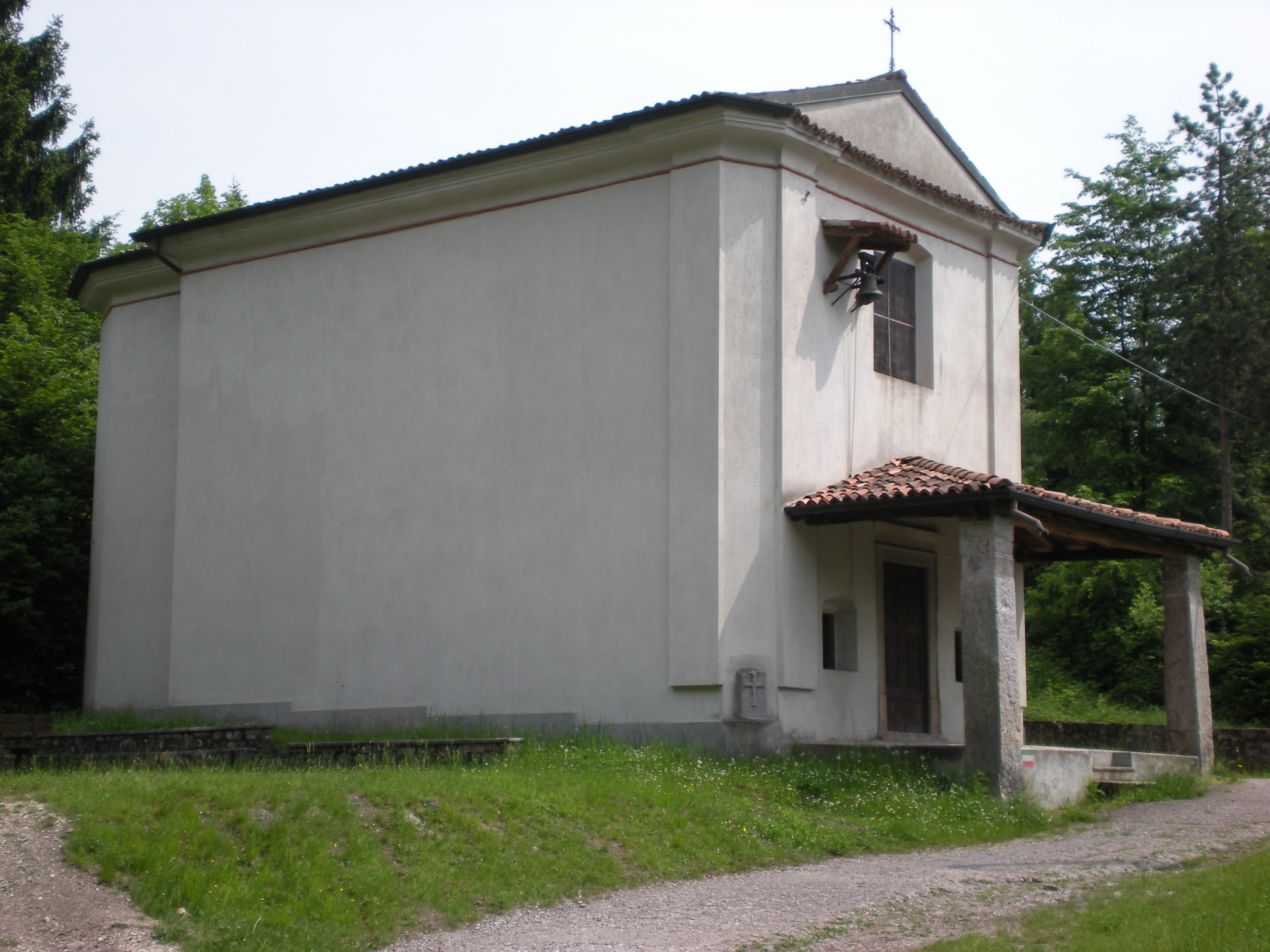
La chiesetta di San Bernardo appena fuori dall'abitato di Belprato, luogo della barbara uccisione di Emiliano Rinaldini

Trasportati su un carretto i prigionieri vengono portati a Vestone e qui fatti salire su un camion. La nuova meta è l'albergo Milano di Idro, adibito a sede del Comando della Guardia Repubblicana. Qui i prigionieri vengono separati. Da quel momento nessuno vedrà più Emiliano Rinaldini.
Nel carcere di Idro Emi viene interrogato a lungo e torturato, ma non rivela nulla che possa danneggiare i compagni.
I fascisti lo riportano nelle zone della Pertica Alta, sperando così di fargli rivelare i depositi delle armi o i nascondigli dei suoi compagni partigiani. Ma Emi tace nonostante le torture. Preso atto della impossibilità di vincerne il silenzio la mattina del 10 febbraio due militi lo trascinano fuori dall'abitato di Belprato sul sentiero che porta alla chiesetta di San Bernardo.
I repubblicani lo costringono a togliersi le scarpe, poi nel simulare un tentativo di fuga incitano Emi a scappare e lo colpiscono a tradimento con una raffica di mitra nella schiena, che lo uccide. Viene ritrovato dai paesani sotto il sentiero, ripiegato su sé stesso, con addosso pochi oggetti: nocciole, corona del rosario, e l'"Imitatione Christi", tutto suggellato dal suo sangue d'eroe.
(Lino Monchieri, La figura di Emiliano Rinaldini.)
(Emilio Arduino, Brigata Perlasca 1946.)

## Intitolazione di strade, piazze e palazzi
Alla memoria di Emiliano Rinaldini dopo la Liberazione sono state intitolate strade ed edifici soprattutto in molti comuni del Bresciano (Vestone, Flero, Carpenedolo ed altri ancora). A suo ricordo sono anche dedicate la Scuola Media Statale Emiliano Rinaldini di Flero (Brescia), la Scuola Primaria Emiliano Rinaldini di San Gallo, frazione di Botticino a Brescia, la Scuola Primaria "Emiliano Rinaldini" di Ghedi e di Brescia ed il convitto Famiglia Universitaria "Card. G. Bevilacqua - E. Rinaldini" di Brescia che ospita iscritti alle diverse facoltà degli atenei bresciani, originariamente promosso nel 1957.

## Il sentiero Emiliano Rinaldini (Emi) e Mario Pellizzari (Fabio)

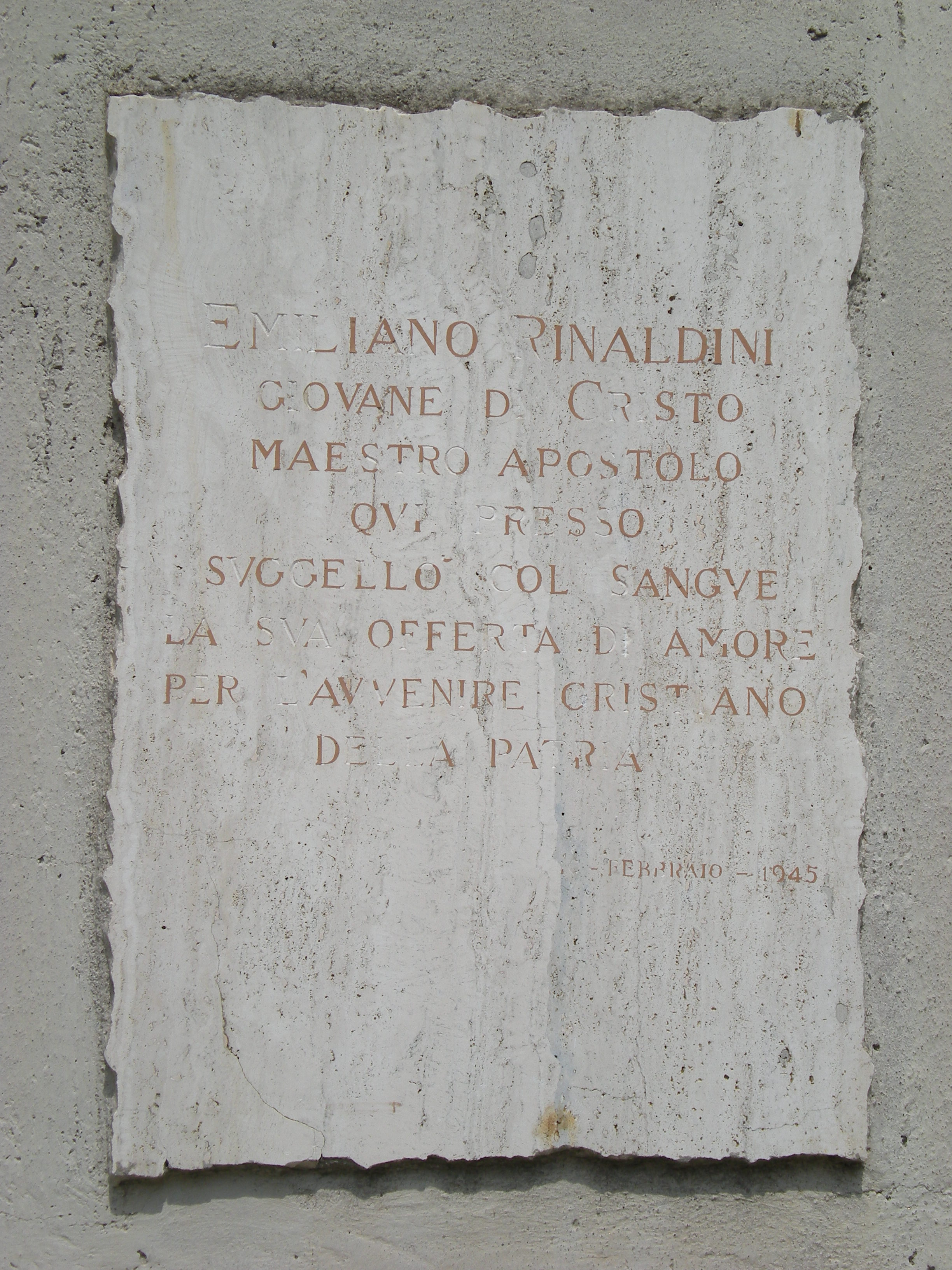
La lapide a ricordo di Emiliano Rinaldini presso l'oratorio di San Bernardo a Pertica Alta. L'iscrizione recita: "Emiliano Rinaldini giovane di Cristo maestro apostolo qui presso suggellò col sangue la sua offerta di amore per l'avvenire cristiano della Patria. Febbraio 1945"

Il sentiero Rinaldini-Pellizzari si snoda interamente nel comune di Pertica Alta, vale a dire attraverso una serie di piccole frazioni e nuclei abitati: Belprato, Livemmo, Odeno, Lavino, Navono e Noffo, in Valle Sabbia.
È consigliabile iniziare l'escursione del sentiero a partire dalla frazione di Livemmo.
La lunghezza del sentiero è di circa 18 km. per un tempo medio di percorrenza di 5 ore e 30 minuti. Il sentiero non presenta alcuna difficoltà alpinistica.
Partiti da Livemmo ci si porta fino al quadrivio di San Rocco e si devia a destra sulla antica mulattiera per Belprato. In prossimità del sentiero sorge il santuario di Barbaìne accanto al quale fu eretto il monumento sacrario della Brigata Perlasca. Proseguendo si giunge a Belprato. A qualche centinaio di metri dal paese si prosegue sul sentiero che porta all'oratorio di San Bernardo. Da qui con una brevissima deviazione ci si può recare in visita al cippo che sorge sul luogo dove Emiliano Rinaldini fu barbaramente assassinato.
Tornando sul sentiero ci si porta fino alla località Zovo (Zuf, 950 m) godendo di una vasta panoramica sulla Pertica Bassa e la Corna di Mura. Transitando dal fienile Porta e dalla pineta di Pasello ci si porta fino al ristoro Pineta (1010 m).

Da qui si ritorna al quadrivio di San Rocco e ci si dirige verso Bastoncino (1015 m) proseguendo verso i Dossi di Valsorda e portandosi verso la cascina Valsorda (1178 m). Dopo aver superato il bivio che permette di portarsi verso il sentiero Brigata Perlasca ed eventualmente di rientrare rapidamente verso l'abitato di Avenone, si giunge al Passo del Lasso (1175 m) ove è posta la lapide in memoria di Mario Pelizzari morto sul monte Visone in combattimento il 5 settembre 1944. Da qui attraverso i Ronchi (1142 m) si scende verso Odeno (924 m) tornando poi al punto di partenza di Livemmo.

## Decorazioni
Croce di guerra al valor militare alla memoria.